# 折居清掃工場
折居清掃工場（おりいせいそうこうじょう）は、京都府宇治市宇治折居にある清掃工場。

## 概要
城南衛生管理組合（宇治市、城陽市、八幡市、久御山町、井手町、宇治田原町で組織された一部事務組合）が管理を行い、最大230トン/日を焼却処理する。2017年現在敷地内で建て替え工事が行われており、2018年4月に新工場が稼働する予定である。

### 現工場
- 焼却炉：全連続焼却式焼却炉
- 処理能力：230トン/日（115トン/日×2基）
- 煙突の高さ：約59m
- 総事業費：58億8500万円

### 新工場
- 焼却炉：全連続焼却式ストーカ炉
- 処理能力：115トン/日（77.5トン/日×2基）

## 沿革
人口の急増や生活様式の変化を背景に長谷山清掃工場（城陽市、現在のクリーン21長谷山）のみでは処理が追い付かなくなったため、組合の第2工場として計画された。第2工場は当時のゴミ輩出量の過半数を占めていた宇治市内で建設されることになった（候補地は白川水落山、槙島町吹前、五ケ庄五雲峰など）が、いずれも用地買収は難航。紆余曲折を経て、最終的に山城総合運動公園（太陽が丘）の東側に建設されることになった。工場は1986年に完成してゴミ戦争化が回避されただけでなく、ゴミの週2日収集も可能になった。
2010年代になると工場の老朽化への対応が必要となり、敷地内で建て替えを行うことが決定。近年のゴミ排出量を考慮した結果、新工場の処理能力は半分に縮小されることになった。

### 年表
- 1983年（昭和58年）10月 - 現工場が着工[3]
- 1986年（昭和61年）3月 - 現工場が完成
- 2015年（平成27年）2月 - 新工場の建設工事が着工
- 2018年（平成30年）4月 - 新工場が稼働する予定
- 2020年（令和2年）3月 - 現工場の解体工事が終了する予定